# 斯萊瑟峰
66°31′S 64°58′W / 66.517°S 64.967°W
斯萊瑟峰（英語：Slessor Peak），是南極洲的山峰，位於葛拉漢地的盧貝海岸，處於布魯斯高原西南端，海拔高度2,370米，由英國的探險隊測量，現時由南極條約體系管理。